# 違期
違期（いき）とは、律令制において庸調や雑米を期限内に中央に納付されないことを指す。

## 概要
律令法では、庸調の納期は近国は10月30日・中国は11月30日・遠国は12月30日（賦役令）、同様に雑米である舂米は距離に関わらず翌年の8月30日までと定められていた。もっとも、8世紀に入ると早くも違期が問題とされ、平安時代の大同年間には令規定の7か月後まで期限を延ばした。更に国単位で納期が変更されることも行われるようになるが、10世紀には毎年の違期発生に伴う未進の累積が恒常化し、違期に関する国司への責任追及も10世紀後期の天禄年間以後には行われなくなった。